# Kraljevina Sicilija
Kraljevina Sicilija je bila država, ki je zavzemala ves južni Apeninski polotok od današnjih ozemelj Pescare in Gaete proti jugu vključno s Sicilijo ter v času svojega najširšega obsega tudi Malto in Afriško obalo med Tripolijem in današnjo Annabo v Alžiriji. Trajala je (s presledki omejene samostojnosti) od leta 1130 do leta 1816. V tem dolgem obdobju sta bili oblika in posest kraljevine nekajkrat spremenjeni, vendar se zaradi neprekinjenega delovanja njenega parlamenta  obravnava kot ista država. Zametek Sicilskega parlamenta sega v leto 1097, ko ga je sklical Norman Rogerij I. Sicilski po zavzetju celotnega otoka, vendar se postavlja datum uradnih sklicanj v leto 1130, ko je nastala kraljevina. V parlamentu, ki je imel sedež v Palermu, mnogi zgodovinarji vidijo prototip moderne ureditve evropskih držav 

## Predzgodovina
Prva samostojna država na Siciliji je bila osnovana leta 948, ko so se Kalbiti osamosvojili izpod oblasti Fatimidov v Ifriqiyi in ustanovili Sicilski emirat. Med letoma 1059 in 1072 so emirat zavzeli Normani pod vodstvom Roberta Bistrega Altavilla. Robert je bil grof Apulije in Kalabrije in papež Nikolaj II. ga je imenoval za grofa Sicilske grofije, to je Sicilskega emirata, pod pogojem, da ga iztrga iz rok krivovercev (Arabcev), kar je Robert tudi izpolnil. Prvi veliki grof Sicilije je bil njegov brat Rogerij I. Sicilski.

## Normanski vladarji

### Rogerij I. Sicilski (1061 – 1130)
Že leta 1097 je Rogerij sklical prvo skupščino veljakov vse Sicilije v kraju Mazara del Vallo na skrajnem zahodu otoka, v skladu z normanskim načinom vladanja. V skupščino so bili poklicani predstavniki plemstva, klera in vseh 42 neodvisnih mest. Prav upoštevanje mest, ki niso bila pod upravo plemičev ali prelatov, je glavna razlika med normanskim fevdalizmom in frankovskim, saj pride že do izraza postopna demokratizacija fevdalnega sistema, ki bo v ostali Evropi nastopila šele stoletja pozneje. Zato se lahko postavlja v leto 1097 osnovo sicilskega parlamenta, ki je bil pozneje, ob nastanku kraljevine leta 1130, priznan za temeljno državno telo.

### Rogerij II. Sicilski (1130 – 1154)
Leta 1130 je Rogerij II. Altavilla, sin Rogerija I., združil svoji posesti, to je Sicilsko grofijo in Apuljsko vojvodino. Sledila so leta vojn in spopadov, predvsem zaradi Rogerijeve zahteve, da ga papež prizna za kralja. Ta zadeva je burila duhove Evropskih vladarjev, seveda katoliških, ki niso hoteli sprejeti normanskega, torej "poganskega" kralja, in se je povlekla skozi pontifikat več papežev, od katerih so nekateri podeljevali Rogeriju kraljevsko imenovanje, drugi so ga preklicali. Istočasno so se pojavili v državi tudi upori fevdalcev, ki niso hoteli sprejeti Rogerijeve nadoblasti. Ko je Rogerij dokončno zmagal, mu je leta 1130 papež potrdil imenovanje: nastala je kraljevina, ki jo je pozneje potrdil tudi papež Inocenc II. (1139). Kraljevina je bila ena največjih držav v Evropi, saj je zajemala ves Apeninski polotok od Rima navzdol in Sicilijo, kmalu pa tudi dober del današnje Tunizije in Libijsko obalo, kjer so se prostovoljno podvrgli Rogeriju mnogi afriški šejkati. Sicilija je s svojo veliko in dobro organizirano floto imela popoln nadzor nad morsko ožino med Afriko in Sicilijo ter nad Afriškim morjem, kar ji je zagotavljalo velike trgovske prednosti in priznanje pomorske velesile Sredozemlja.
Leta 1140 je Rogerij izdal ustavo, imenovano Assise del Regno (dobesedno skupščina kraljevine). Država je bila absolutistična monarhija po bizantinskem zgledu, vendar dovolj elastična, da je upoštevala pet narodov (Normane, Lombarde, Arabce, Grke in Jude) in tri religije (krščansko, islamsko in judovska), ki so sestavljali  državo . Pozneje je dal izdelati tudi Catalogus baronum (seznam fevdalcev), to je popis vseh fevdalcev in njihovih posesti, kar mu je nudilo pregled nad ekonomsko in predvsem vojaško sposobnostjo države.
Rogerij je s prvo ženo imel šest otrok, od katerih so trije moški umrli v zgodnji mladosti, sin Rogerij pa je, pred prav tako zgodnjo smrtjo, imel sina Tancredija, ki se je pozneje potegoval za prestol. Najmlajši sin, Viljem, je očeta nasledil na prestolu kot Viljem I. Sicilski. 
Iz drugega zakona Rogerij ni imel otrok. Tretja žena mu je povila hčer Konstanco, rojeno že po njegovi smrti, ki je postala zadnja normanska kraljica, mati Friderika II.

### Viljem I. Sicilski in Viljem II. Sicilski (1154 – 1189)
Rogeriju II. je sledil sin Viljem, ki se je moral istočasno braniti pred Bizantinci, Papeško državo in notranjimi zarotami, tudi s strani nečaka Tancredija. Z odločnimi vojaškimi posegi je dosegel mednarodni in interni mir, čeprav je izgubil veliko ozemlja, predvsem afriškega. Umrl je komaj 46leten. Imel je štiri moške sinove, od katerih so trije umrli v zgodnji mladosti. Na prestolu ga je nasledil preostali sin, Viljem, ki je zasedel prestol pri dvanajstih letih; za časa njegovega vladanja se niso ponovili problemi prejšnjih let. V sorazmerno mirnem obdobju se je mladi kralj lahko posvetil notranji ureditvi države. Leta 1172 je reformiral parlament, imenovan Magna Curia, in ga razdelil na dve veji, finančno in pravno. . 
Med njegovim vladanjem se je zelo razvila umetnost, predvsem stavbarstvo. Da bi se povezal z angleško kraljevo družino Plantagenetov, je poročil Ivano, hčer Henrika II. in sestro Riharda Levjesrčnega, vendar zveza ni dala potomstva, tudi zaradi kraljeve smrti pri samo 36 letih. V zgodovinskem pogledu je njegovo najpomembnejše dejanje sporazum s cesarjem Friderikom I., po katerem je prišlo do poroke med njegovo teto, tridesetletno Konstanco (sestro Rogerija II.), in cesarjevim sinom in naslednikom Henrikom, ki mu še ni bilo dvajset let. Poroka je bila opravljena januarja 1186 in pred smrtjo 1189. je Viljem zapustil kraljestvo teti Konstanci.

### Tancredi Sicilski in Viljem III. Sicilski (1189 – 1194)
Kljub zadnji kraljevi volji se dober del njegovega dvora ni hotel sprijazniti z nemško prisotnostjo na otoku. Leta 1189 so izvolili za kralja Tancredija, vnuka Rogerija II., ki je pa že po petih letih umrl. Prestol je prešel na devetletnega sina Viljema z regentstvom matere Sibile, ki sta ohranila visoki položaj le deset mesecev. S tem se zaključi normansko obdobje kraljevine.

## Švabski vladarji

### Henrik VI. Hohenstaufen (1194 – 1197)
Ker je bil Henrik prepričan, da mu Sicilija pripada, jo je tudi vojaško napadel in zavzel. Čeprav je to dosegel brez večjih težav, se je nad nasprotniki kruto maščeval. Sploh je bilo njegovo kraljevanje nasilno in posejano s sumničenji o zarotah, ki jih je v krvi preprečil še pred dejanskim nastankom. Vrstili so se množični poboji osumljencev, kar je ustvarilo v državi pravi teror. Umrl je zaradi infekcije ali morda zaradi zastrupitve s strani žene Konstance, ki je morala trpeti kraljevo nasilje nad svojim ljudstvom. Po enem letu (1198) je tudi ona umrla in prestol je podedoval njun komaj štiriletni sin Friderik II.

### Friderik II. Hohenstaufen (1197 – 1250)
Friderik II. je bil najpomembnejši vladar Sicilije. Leta 1231 je izdal Melfijski zakonik, ki je izpopolnjeval zakonodajo Rogerija II. Med drugim so novi zakoni urejevali državno administracijo; kraljevina je bila razdeljena na enajst upravnih območij imenovanih giustizierati, pod vodstvom izvedencev, ki jih je kralj osebno imenoval. To so bili giustizieri, najvišja oblast v administraciji, sodstvu in verskih problemih, s čimer so bili odvzeti veliki deli oblasti plemičem in kleru. Parlamentu je bila obnovljena pomembnost in potrjena vsesplošna veljavnost, ko so bili sprejeti vanj tudi ljudski predstavniki, zaradi česar nekateri zgodovinarji obravnavajo Kraljevino Sicilijo kot prvo moderno državo v Evropi.
Friderik je umrl leta 1250. V oporoki je določil za naslednika sina Konrada, sinu Manfrediju pa je zapustil nekatere fevde in kraljevo namestništvo Sicilije.

### Konrad III. Švabski, Konrad II. Sicilski in Manfredi Sicilski (1250 – 1266)
Konrad in Manfredi sta vladala sporazumno, a Konrad je že po treh letih umrl. Naslednik je bil njegov dveletni sin Konradino (Corradino), ki je na Nemškem nosil ime Konrad IV. Švabski, na Siciliji Konrad II. Sicilski, pa še Konrad III. kot kralj Jeruzalema. Zaradi njegove mladoletnosti je posegel po Siciliji papež Aleksander IV., a po robu se mu je postavil Manfredi, Konradinov stric, ki se je dal oklicati za sicilskega kralja. Papež Urban IV., Francoz po rodu, je poklical Karla I. Anžujskega, brata francoskega kralja Ludvika IX., in mu obljubil Sicilijo v fevd. Manfredi je bil premagan in ubit v bitki pri Beneventu leta 1266 in Karel je takoj prevzel oblast. Po dveh letih njegovega upravljanja so se preostali plemiči skušali upreti pod poveljstvom mladega Corradina. Ta je bil premagan in nato javno obglavljen, bilo mu je štirinajst let. S tem se zaključi švabsko obdobje v zgodovini Sicilije.

## Anžujski vladarji

### Karel I. Anžujski (1266 – 1285)
Karel I. je popolnoma spremenil Sicilijo. Prezrl je parlament, prestavil je prestolnico iz Palerma v Neapelj, odpravil večino plemičev in odslovil administrativne uradnike. Vzpostavil je fevdalizem francoskega tipa, z množico majhnih fevdalcev iz vrst svojega spremstva. Administracijo je dal v roke tujcev, ki jih je poklical iz raznih krajev Evrope. Vso trgovino in bančništvo je zaupal toskanskim in beneškim bankirjem. Za nižje sloje prebivalstva so bile te spremembe usodne. Zgodovinarji so mnenja, da se je pod Karlom I. začela izoblikovati tista nezaupnost do oblasti, ki je v poznejših stoletjih privedla do zaprte in samozadostne družbe, ki se še danes opazi na italijanskemu jugu.
Karel si je prizadeval pridobiti oblast nad vsem Sredozemljem, vendar mu to ni uspelo, v glavnem zaradi nasprotovanja papežev. Ko je pa nastopil papež Martin IV., ki mu je bil naklonjen, je Karel osnoval načrt za napad na Bizanc. Sicilske večernice so mu to preprečile.

#### Sicilske večernice
Sicilsko ljudstvo je bilo skrajno nezadovoljno. Leta 1280 so baroni (plemiči, ki jih Karlova čistka ni uničila) organizirali ljudsko vstajo, ki je imela glavni namen, da pospeši pristop v spor in pomoč Petra III., aragonskega kralja. Ta je bil soprog Konstance, Manfredijeve hčere, zato se je smatral za upravičenega, da zasede sicilski prestol. Tako se je splošno nezadovoljstvo spremenilo v politični upor, kjer so bili na eni strani Anžujci, Francozi in Papeška država, na drugi strani pa Aragonci in Sicilijanci.
Do upora je prišlo v Palermu leta 1282, ob zaključku velikonočnih večernic, ko je po nespoštljivem osebnem pregledu mlade dame ljudstvo napadlo francoske vojake. Naslednjega jutra je Palermo proglasil neodvisnost. Sledili so sistematični poboji vseh Francozov po vsej Siciliji. Sicilijanci so se obrnili na papeža za odobrenje vstaje, a papež Martin IV., Francoz, se je postavil na stran Anžujcev in odobril njihovo represijo upora.
Peter III. Aragonski, ki je stopil na stran Sicilijancev, je z vojsko napadel Karla I. Anžujskega, ki se je moral umakniti z otoka. Peter se je oklical za sicilskega kralja in postavil za regentko ženo Konstanco. Sledilo je več spopadov med Karlom in Petrom, dokler nista oba umrla leta 1285. Naslednjih dvajset let so si sledile tako imenovane večerniške vojne med Anžujci in Aragonci, ki so se prekinile leta 1302 z razdelitvijo Sicilskega kraljestva na dva dela. Neapeljsko kraljestvo, to je južna Italija, je ostalo Anžujcem, Kraljevina Trinakrija, to je Sicilija, je pripadla Aragoncem. Večerniški spopad med Anžujci in Aragonci se je spet razvnel že po enajstih letih in je skupno trajal kar devetdeset let, do Avinjonske pogodbe leta 1372.

## Aragonski vladarji

### Jakob Aragonski in Friderik III. Sicilski (1285 – 1337)
Petra III. je nasledil sin Jakob, ki je obnovil sicilski parlament in prepustil upravljanje Sicilije materi Konstanci Sicilski in bratu Frideriku. Medtem je skušal skleniti mir z Anžujci, za kar jim je bil pripravljen izročiti Sicilijo. Sicilijanci se s tem niso strinjali, zato je parlament leta 1295 razrešil Jakoba in kronal za kralja njegovega brata kot Friderika III. Po kronanju je mati Konstanca zapustila dvor in odšla v samostan, kjer je 1302. umrla. Friderikovo kraljevanje je poteklo med stalnim bojevanjem, mirovnimi sporazumi in ponovnimi napadi, predvsem s strani Francije, Papeške države in Neapeljskega kraljestva. Leta 1313 je sicilski parlament odločil, naj se Sicilija spet poimenuje Kraljevina Sicilija in ne več Kraljevina Trinakrija. Istočasno je potrdil Friderika za kralja Sicilije in njegovega sina Petra za prestolonaslednika.

### Peter II. Sicilski, Ludvik Sicilski, Friderik IV. Aragonski in Marija Sicilska (1337 – 1412)
V svojem kratkem kraljevanju (1337-1342) se je moral Peter predvsem braniti pred političnimi napadi nekaterih plemiških družin, katerim je moral priznati večjo lokalno avtonomijo in jim celo odstopiti nekatera ozemlja. Imel je številno potomstvo, najprej zaporedoma pet hčera, nato tri sinove, pa še eno hčer. Nasledil ga je najstarejši od sinov, šestletni Ludvik, pod regentstvom matere in strica Ivana Aragonskega. Ludvik je že čez deset let umrl in nasledil ga je brat Friderik.
Friderik je zasedel prestol pri trinajstih letih, z regenco sestre Evfemije. Politično stanje v državi je bilo zelo napeto prav zaradi dolgo trajajoče negotovosti zadnjih let. Da bi zmanjšal pritisk plemiških družin in zaključil še vedno trajajoče večerniške vojne, je Friderik podpisal Avinjonsko pogodbo z Ivano Anžujsko. Po tej pogodbi mu je bil priznan naslov kralja Trinakrije, vendar kot vazala sicilske kraljice Ivane, kraljevina Sicilija pa je morala priseči zvestobo kraljici ter njej in njenim potomcem zagotoviti plačilo 15.000 florintov letno. Kontinentalna posestva so bila tudi uradno poimenovana Neapeljsko kraljestvo.
Friderik je bil dvakrat poročen in je imel samo eno hčer, Marijo, ki ga je nasledila.
Po njeni smrti 1401. je nastala politična zmeda, ker ni bilo več zakonitih naslednikov. Sledili so si razni več ali manj upravičeni nasledniki, dokler ni  
Kaspeski dogovor (Compromis de Casp) določil, da bo na Siciliji vladal namestnik aragonskega kralja.

### Ferdinand I. Aragonski, Alfonz V. Aragonski in Ferdinand II. Aragonski (1412 – 1516)
V Aragonskem imperiju je leta 1410 Martin I. Aragonski umrl brez potomcev, kar je odprlo dvoletno "medvladje", v teku katerega so se potegovale za aragonsko-sicilsko krono razne dinastije. Kaspeski dogovor je določil, da postane kralj Aragone in vice-kralj Sicilije mladi Ferdinand Trastamara, z imenom Ferdinand I. Aragonski. Med njegovimi prvimi uredbami je izjava, da je Sicilska krona neločljivo povezana z Aragonsko. Po samo treh letih vladanja je Ferdinand umrl in nasledil ga je sin Alfonz. Alfonz V. Aragonski je zavzel tudi Neapeljsko kraljestvo in se dal kronati kot "kralj obeh Sicilij", kar je simbolično spet povezalo nekdanja posestva kraljevine. Kljub temu je zapustil Neapeljsko kraljestvo sinu Ferdinandu, vse ostalo s Sicilijo vred pa bratu Ivanu, ki se je okronal kot Ivan II. Aragonski in Ivan I. Sicilski.
Ivanov sin Ferdinand II. Katoliški je leta 1487 ustanovil tudi na Siciliji inkvizicijsko sodišče, ki je med drugim izgnalo z otoka vse Jude. Umrl je leta 1516 in zapustil špansko in sicilsko krono nečaku Karlu V., ki je že vladal na Nizozemskem in ki je po par letih postal tudi cesar Svetorimskega cesarstva. S tem se zaključi doba aragonske posesti Kraljevine Sicilije.

## Španski vladarji

### Karel V. Habsburški in Filip II. Španski (1516 – 1598)
Karel se je leta 1535 udeležil zasedanj sicilskega parlamenta, kjer je obljubil vsestransko podporo lokalnim ustanovam v zameno za pomoč v vojni proti Osmanskemu cesarstvu. V ta namen je dal zgraditi obrambne utrdbe v večjih mestih in je ustanovil mestne senate v Palermu, Trapaniju, Sirakuzah in Mesini. Ko je 1553. predal kraljevino sinu Filipu, je prav vzdrževanje teh obrambnih postojank opravičevalo visoko obdavčenje otoka. Za lažje določanje davkov je Filip upravno razdelil Sicilijo na 42 komark, ki so redno opravljale popis prebivalstva.

### Filip III. Španski in Filip IV. Španski (1598 – 1665)
Medtem ko je bil Filip II. eden najpomembnejših španskih vladarjev, je bil njegov sin Filip III. slabič in slab upravitelj. Posebno tragično je bilo stanje državnih financ, ki kljub dohodkom iz prekomorskih kolonij niso mogle biti kos starim dolgovom, pa tudi ne stroškom za vse vojne, v katere je bila Španija vpletena. Poleg tega so zaporedne slabe letine ob koncu 16. stoletja toliko oslabile kmetijstvo, da so se širile epidemije po vsej deželi. Nastopila je celo kuga, ki je prizadela predvsem meščane. Po smrti Filipa III. leta 1621 ga je nasledil sin Filip IV. Španski, ki je sicer povečal imperij do zgodovinsko največjega obsega, vendar je samo poslabšal že kritično notranje stanje države.
Značajna omahljivost teh dveh vladarjev ter splošni ekonomski in socialni problemi v Španiji so za Sicilijo pomenili obdobje prepuščenosti lastnim iniciativam, oziroma obdobje stagnacije v gospodarstvu in kulturi, ki je pogojevalo nadaljnji razvoj otoka. Ekonomski krizi in propadanju so se Sicilijanci uprli najprej 1647. v Mesini, nato v Cataniji in pozneje v Palermu. Zanimiva je revolucija v Palermu, kjer je upornikom uspelo odstaviti kraljevega namestnika in oklicati republiko, a so jih premagale vojaško organizirane čete lokalnih plemičev ("baronov"), ki so spet vzpostavile kraljevo oblast in usmrtile poglavarje upornikov.

### Karel II. Španski in Filip V. Španski (1665 – 1713)
Filip IV. je umrl leta 1665 in nasledil ga je edini preživeli sin Karel, komaj štirileten. Karel je bil slabega zdravja, zato je bila v prvih letih oblast v rokah regentke, njegove matere Marije Ane. Za časa njenega regentstva je španski imperij postopoma propadal, predvsem zaradi ogromnih dolgov prejšnjih vladarjev, pa tudi zaradi vedno večje moči klera in plemičev, ki jim je bilo pod častjo, da bi se zanimali za svoje posesti. Kmetijstvo je bilo zanemarjeno, kakor tudi vsako rokodelstvo in nekoč vrhunska proizvodnja svile. Ko je Karel postal polnoleten, je začel odločno reformirati administracijo in finance, medtem ko se je izogibal političnim problemom.
Na Siciliji je spet prišlo do upora, in sicer leta 1674 v Mesini, ki je poklicala na pomoč Francoze, a tudi tokrat je bil upor brezuspešen. Leta 1693 je hud potres in posledičen cunami prizadel jugovzhodno Sicilijo. Popolnoma je bilo uničenih 45 naselij in okoli 60 tisoč ljudi je izgubilo življenje. Za obnovo prizadetih krajev je prišlo na otok veliko arhitektov in umetnikov, s katerimi se začne tako imenovani sicilski barok.
Leta 1699 je Karel umrl in nasledil ga je Filip V. Španski. Za časa njegovega vladanja se je zaključila vojna za špansko nasledstvo. Z mirovno pogodbo v Utrehtu je bila Sicilija dodeljena Savojcem.

## Savojci in Habsburžani

### Viktor Amedej II. Savojski in  Karel VI. Habsburški (1713 – 1734)
Viktor Amedej je bil leta 1713 slovesno kronan za kralja Sicilije, kar je med drugim postavljalo Savojsko hišo med evropske kraljevine. Viktor Amedej je ostal kralj Sicilije do leta 1720, ko mu je mirovna pogodba v Haagu odvzela Sicilijo in mu dodelila Sardinijo. Na Sicilijo so se vrnili Habsburžani, tokrat Avstrijski, do leta 1735, ko so morali opustiti Sicilijo in Neapelj v zameno za druga ozemlja. Sporazumi med Francijo in Avstrijo po zaključku poljske nasledstvene vojne so ta ozemlja dodelili Borboncem.

## Borbonski vladarji

### Karel III. Španski (1734 – 1759)
Z Borbonci se je Kraljevina Sicilija znebila napol podložniške preteklosti, ko je bil njen vladar le vice-kralj, to je namestnik kralja, Španskega seveda, in se je imenovala vice-kraljevina, kar je dvoumno pomenilo istočasno podložnost in samostojnost. Karel III. Španski se je kronal za sicilskega kralja in s tem priznal Sicilijo za samostojno kraljevino, čeprav v osebi kralja povezano z Neapeljskim kraljestvom. Vladanje  Karla III. je bilo doba administrativnih in finančnih reform. Njegovi zakoni so močno omejevali moč klera in plemstva, saj so "baroni", kakor Sicilijanci še danes pravijo vsem plemičem, zasegli že toliko oblasti, da so si prilastili dober del kraljeve pristojnosti. Zadnja leta je moral celo popustiti s strogostjo, da se je sporazumel z zahtevami plemstva. Leta 1759 je postal kralj Španije in Sicilija ter Neapeljsko kraljestvo sta bila dodeljena njegovemu štiriletnemu sinu Ferdinandu.

### Ferdinand I. Dveh Sicilij (1759-1816)
Ferdinand je bil III. Sicilski kraj, IV. Neapeljski kralj in pozneje I. kralj Dveh Sicilij. Najprej regenti in pozneje Ferdinand sam so nadaljevali Karlove reforme; omembe vredna je na primer razlastitev ogromnega posestva ukinjenega reda jezuitov, čigar izkupiček je šel delno v korist manjših kmetovalcev. S tem se je začela kolonizacija velikih sicilskih latifundijev in najbolj obširna agrarna reforma tistega časa. Na proteste plemstva je kralj odgovoril z njihovo izključitvijo iz državnih služb.
Te reforme, ki so bile za Sicilijo edina pot iz zaostalosti, ki so jo povzročila stoletja baronalne oblasti, so imele nepredvidene posledice: sicilski plemiči so se povezali z neapeljskimi in jih podprli v njihovi proti-sicilski politiki.. V zapletenih dogajanjih tiste dobe je bila Sicilija enostavno postavljena na stran, saj je politična in vojaška pomembnost slonela na Neapeljskem kraljestvu.
Posledice francoske revolucije (1789) so zapletle tudi Neapelj v vojne, ob koncu katerih se je moral kralj umakniti v Palermo. Na Siciliji so medtem nastopili britanski propagandisti, ki so podžigali splošno ljudsko nasprotovanje kralju. Težke politične okoliščine, kot še vedno trajajoči boji za Neapelj in napeto stanje na Siciliji, so prepričali Ferdinanda, da je odobril tekst Sicilske ustave, ki jo je bil leta 1812 izglasoval parlament. Ta listina je uvajala veliko novosti, med drugim dvodomni parlament po angleškem zgledu, vendar so se plemiči, ki so sicer glasovali za odobritev listine, uprli "načelu primogeniture". Po novi ustavi namreč ni več veljala pravica prvorojenca do celotne dediščine kakor v stari normanski zakonodaji, temveč so morale biti posesti razdeljene med vse potomce. To načelo je razkrojevalo latifundije in izpodjedalo moč veleposestnikov, čemur so se plemiči seveda uprli. Vsekakor te ustave kralj ni upošteval in ni več sklical parlamenta, saj je kraljevina bila leta 1816 ukinjena, kakor tudi Neapeljsko kraljestvo. Iz združitve obeh držav je nastala Kraljevina Dveh Sicilij.
Sicilijanci so se sicer uprli uničenju svoje države, parlamenta in samostojnosti, a njihov upor je bil zadušen z vojsko (1820). Po tridesetih letih so se spet skušali osamosvojiti in so razglasili samostojno kraljevino (1848) , vendar so po mesecih krvavih spopadov spet zmagali Borbonci. Zadnje obdobje Kraljevine Sicilije je trajalo le 17 mesecev.